# Chamaizi
Chamaizi  (in greco, Χαμέζι) è un antico sito archeologico nella parte orientale dell'isola Creta. Si tratta di un edificio a pianta ovale del Medio Minoico IA. Sotto questo edificio si trovano le fondamenta di un edificio del Minoico antico.
Chamaizi è stato scavato nel 1903 da Stephanos Xanthoudides, e di nuovo nel 1971 da Costis Davaras.
L'edificio del MMIA si trova nei pressi di una cisterna probabilmente utilizzata per la raccolta dell'acqua piovana, visto che la cima della collina su cui si trova l'edificio, Souvloto Mouri, non ha né pozzi né sorgenti.
I reperti di scavo sono conservati al museo di Creta a San Nicolò (Creta) e al Museo archeologico di Candia.